# Гималия (спутник)
Гима́лия (от др.-греч. Ἱμαλíα) — один из крупнейших нерегулярных спутников Юпитера, известный также как Юпитер VI.

## Открытие
Обнаружен 3 декабря 1904 года Ч. Д. Перрайном в Ликской обсерватории. Получил своё нынешнее название в 1975 году в честь нимфы Гималии.

## Орбита
Гималия движется на расстоянии от Юпитера в промежутке от 9,8 до 13 миллионов километров. Совершает полный оборот вокруг Юпитера за 250,56 дней. Склонение орбиты приблизительно составляет 27,5°. Орбита имеет эксцентриситет примерно 0,16. Орбитальные параметры непрерывно изменяются из-за Солнечных и планетных влияний. Принадлежит к группе Гималии.

## Физические характеристики
Диаметр Гималии составляет 170 км. Плотность оценивается как 3,33 ± 0,47 г/см³ в предположении, что этот спутник сферической формы. Но так как форма спутника неизвестна, эта оценка может быть довольно грубой. Спутник состоит предположительно из преимущественно силикатных пород. Примерно за 10 часов совершает оборот вокруг своей оси. Поверхность очень тёмная, она имеет альбедо 0,04. Звёздная величина равна 14,62m.

## Исследования
В ноябре 2000 года автоматическая межпланетная станция «Кассини», двигаясь к Сатурну, сделала ряд снимков Гималии, включая фотографии с расстояния ближе 4,4 млн км. Изображение спутника охватывает лишь несколько пикселей, но, по всей видимости, объект имеет продолговатую форму с осями 150 ± 20 и 120 ± 20 км.
В феврале и марте 2007 года космический аппарат «Новые горизонты», двигаясь к Плутону, сделал серию снимков Гималии, кульминацией которой стали фотографии с расстояния 8 млн км.